# Tilghman Island
Tilghman Island és una concentració de població designada pel cens dels Estats Units a l'estat de Maryland. Segons el cens del 2000 tenia 854 habitants.

## Demografia
Segons el cens del 2000, Tilghman Island tenia 854 habitants, 368 habitatges, i 262 famílies. La densitat de població era de 122,1 habitants per km².
Dels 368 habitatges en un 24,7% hi vivien nens de menys de 18 anys, en un 64,9% hi vivien parelles casades, en un 3,8% dones solteres, i en un 28,8% no eren unitats familiars. En el 23,9% dels habitatges hi vivien persones soles l'11,1% de les quals corresponia a persones de 65 anys o més que vivien soles. El nombre mitjà de persones vivint en cada habitatge era de 2,32 i el nombre mitjà de persones que vivien en cada família era de 2,72.
Per edats la població es repartia de la següent manera: un 19,2% tenia menys de 18 anys, un 5,3% entre 18 i 24, un 23,8% entre 25 i 44, un 29,7% de 45 a 60 i un 22% 65 anys o més.
L'edat mediana era de 46 anys. Per cada 100 dones de 18 o més anys hi havia 100 homes.
La renda mediana per habitatge era de 32.763 $ i la renda mediana per família de 38.304 $. Els homes tenien una renda mediana de 21.213 $ mentre que les dones 24.286 $. La renda per capita de la població era de 13.851 $. Entorn del 8,7% de les famílies i el 17,7% de la població estaven per davall del llindar de pobresa.

## Poblacions més properes
El següent diagrama mostra les poblacions més properes.